# Station Bad Kleinen
Station Bad Kleinen is een spoorwegstation in de Duitse plaats Bad Kleinen. Het station werd in 1848 geopend.
Tussen 2016 en 2018 werd het station gerenoveerd.

## Afbeeldingen

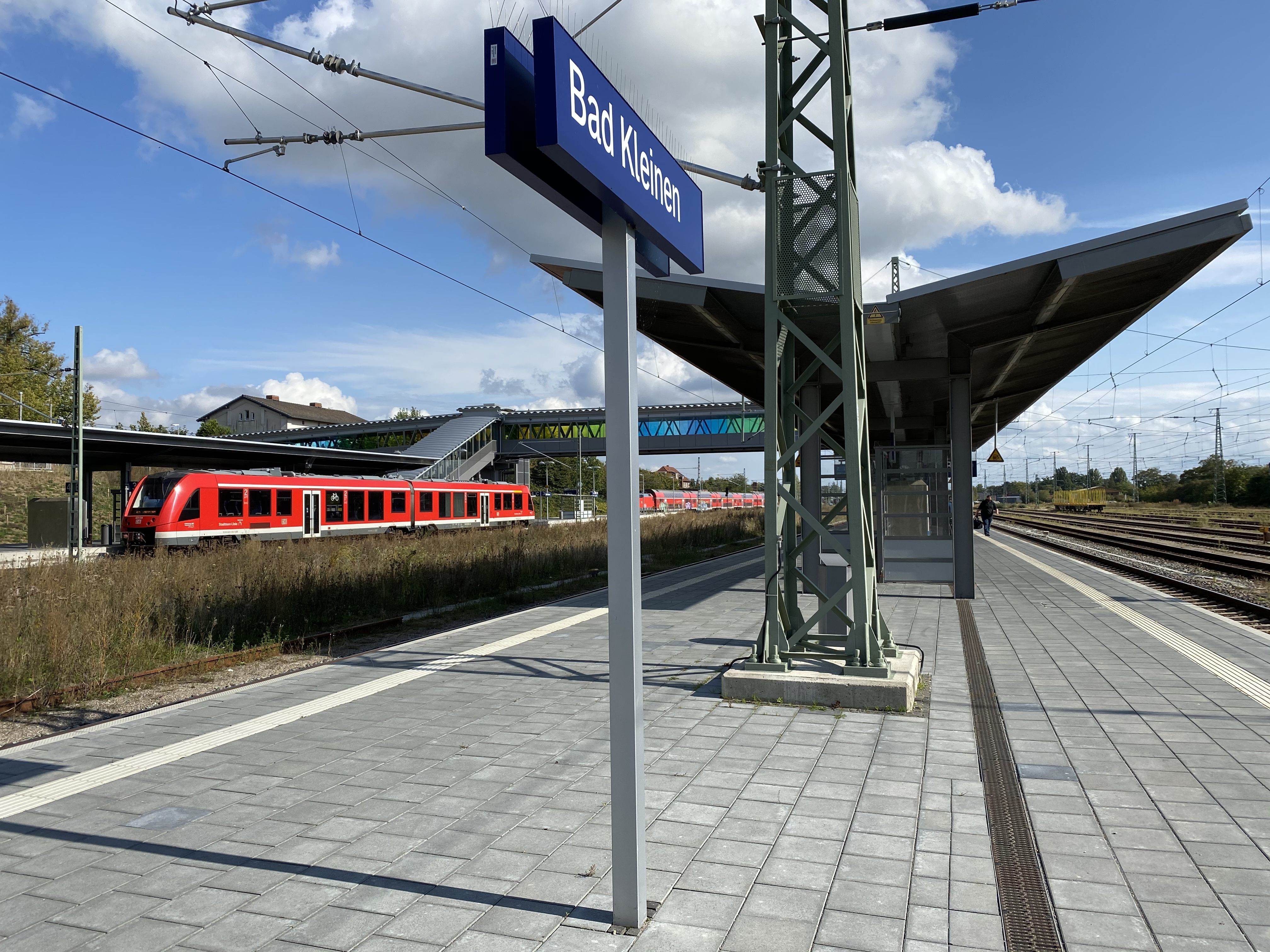
Perron in 2020
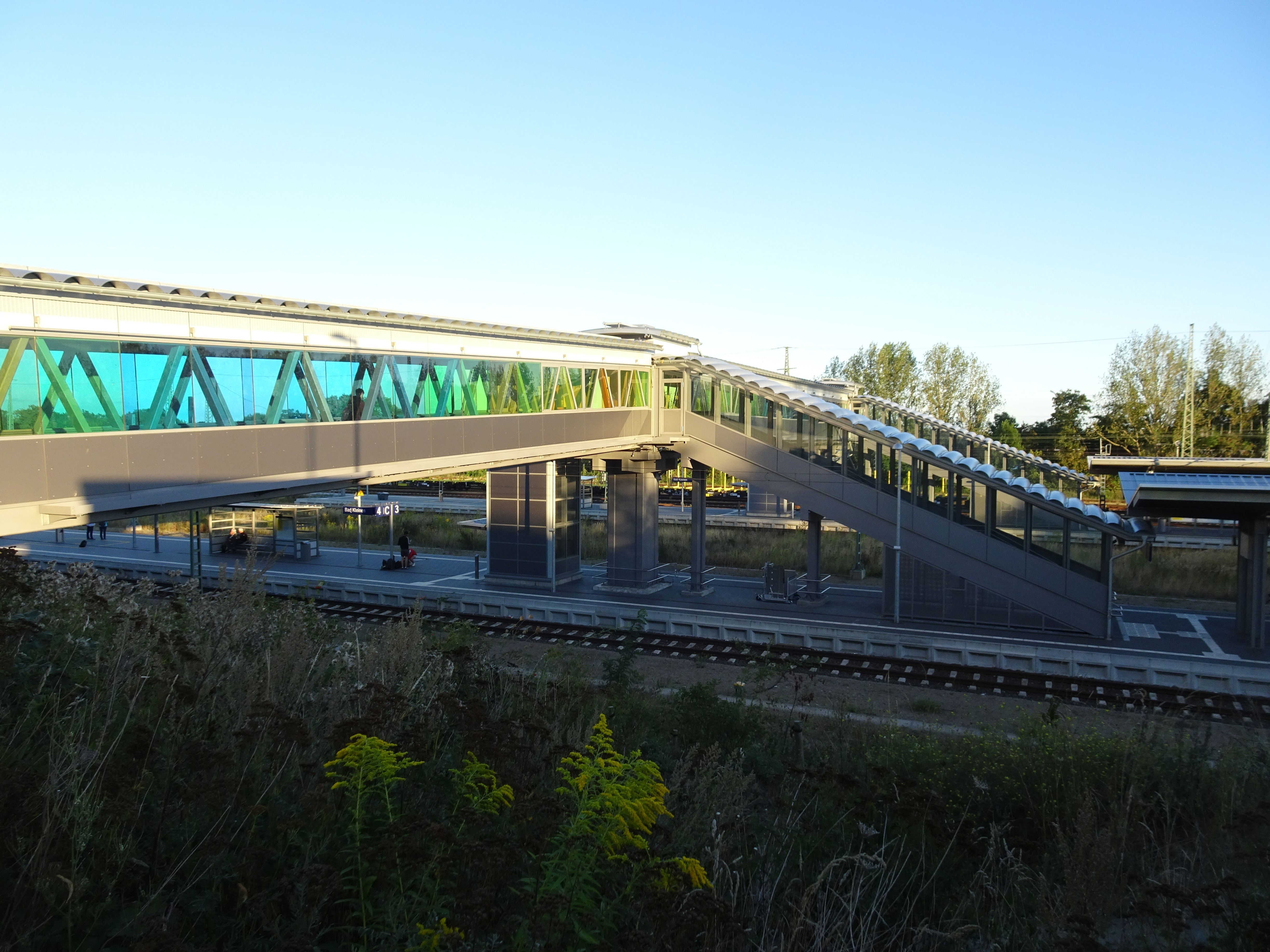
De loopbrug van het station